# BBC Radiophonic Workshop
El BBC Radiophonic Workshop (en castellano, taller radiofónico de la BBC), fue una de las primeras unidades de efectos de sonido de la BBC. Se creó en 1958 con el objetivo de producir efectos y nueva música para la radio, y se cerró en marzo de 1998, aunque buena parte de sus tareas tradicionales ya habían sido externalizadas hacia 1995. Estaba radicado en los estudios de la BBC Maida Vale Studios en Delaware Road, Londres, desarrollando su actividad en la entonces legendaria Habitación 13. Las innovaciones musicales y técnicas del Workshop tuvieron una gran influencia sobre la música electrónica de la época y posterior.

## Técnicas
Las técnicas inicialmente utilizadas por el Radiophonic Workshop estaban estrechamente relacionadas con las habituales de los artistas de música concreta. Se creaban nuevos sonidos para programas utilizando sonidos de la vida cotidiana como voces, campanas o gravilla como materia prima para llevar a cabo manipulaciones "radiofónicas". En estas manipulaciones, la cinta de audio podía reproducirse hacia atrás a diferentes velocidades (alterando el pitch), cortándose y uniéndose, o procesándose utilizando reverb o la ecualización. La creación más famosa del Workshop y en la que se utilizaban estas técnicas radiofónicas fue la música de cabecera del programa Doctor Who, que Delia Derbyshire creó utilizando una cinta punteada, doce osciladores y gran cantidad de manipulación de cinta. El sonido del TARDIS de la máquina de viajar en el tiempo del Doctor Who se creó a partir del roce de las llaves de Brian Hodgson con las cuerdas oxidadas de un piano roto, sonido cuya velocidad fue disminuida para provocar un sonido todavía más bajo.
Buena parte del equipo utilizado en el Workshop en sus primeros años, hacia finales de los años 1950, era semi profesional, ya que era prestado o donado por otros departamentos cuando no lo querían. No obstante, dos grabadoras de cinta gigantes profesionales se convirtieron pronto en una pieza central del estudio. La reverberación se obtenía utilizando una cámara de eco, un sótano con paredes desnudas excepto por los altavoces y micrófonos.

## Influencia sobre la música popular
El Radiophonic Workshop sacaba regularmente publicaciones gratuitas para el público que versaban sobre sus experimentos, completadas con instrucciones y diagramas. Entre los que estudiaron estas revistas y aprendieron de sus técnicas se encuentra el ingeniero de sonido Roger Mayer, quien proporcionó pedales para guitarra a Jeff Beck, Jimmy Page y Jimi Hendrix. En 1997, la revista de música electrónica de baile Mixmag describió el Workshop como "los héroes olvidados de la electrónica británica."

## Miembros del Radiophonic Workshop
- Desmond Briscoe (1958–1983)
- Daphne Oram (1958–1959)
- Dick Mills (1958–1993)
- Maddalena Fagandini (1959–1966)
- Brian Hodgson (1962–1972), organizador (1977–1995)
- Delia Derbyshire (1962–1973)
- John Baker (1963–1974)
- David Cain (1967–1973)
- Malcolm Clarke (1969–1995)
- Paddy Kingsland (1970–1981)
- Richard Yeoman-Clark (1970–1978)
- Roger Limb (1972–1995)
- Glynis Jones (1973–?)
- Peter Howell (1974–1997)
- Elizabeth Parker (1978–1998)
- Jonathan Gibbs (1983–1986)
- Richard Attree (1987–1998)
- Mark Ayres, actualmente encargado del archivo del BBC Radiophonic Workshop y de restaurar algunas grabaciones.

## Discografía

### Álbumes
- BBC Radiophonic Music (1971)
- Paddy Kingsland - Fourth Dimension (1973)
- The Radiophonic Workshop (1975)
- Out of This World (1976)
- Peter Howell & the BBC Radiophonic Workshop - Through A Glass Darkly (1978)
- BBC Sound Effects No. 19 - Doctor Who Sound Effects (1978)
- BBC Radiophonic Workshop - 21 (1979)
- BBC Sound Effects No. 26 - Sci-Fi Sound Effects (1981)
- Doctor Who - The Music (1983)
- The Soundhouse (1983)
- Elizabeth Parker - The Living Planet - Music from the BBC TV Series (1984)
- Doctor Who - The Music II (1985)
- Doctor Who: 30 Years at the BBC Radiophonic Workshop (1993)
- Doctor Who at the BBC Radiophonic Workshop Volume 1: The Early Years 1963–1969 (2000)
- Doctor Who at the BBC Radiophonic Workshop Volume 2: New Beginnings 1970–1980 (2000)
- Doctor Who at the BBC Radiophonic Workshop Volume 3: The Leisure Hive (2002)
- Doctor Who at the BBC Radiophonic Workshop Volume 4: Meglos & Full Circle (2002)
- Music from the BBC Radiophonic Workshop (2003)
- John Baker - The John Baker Tapes - Volume One: BBC Radiophonics (2008)
- BBC Radiophonic Workshop - A Retrospective (2008)

En 1994, BBC Enterprises también concedió licencia para que cierto material de miembros del Radiophonic Workshop fuera publicado por Cavendish Music Library en CD. Se publicaron cinco recopilatorios temáticos bajo los títulos Poisoned Planet, Undersea World, Africa, Time And Space y Ethnic Impressions. Incluían diferentes trabajos de Elizabeth Parker, Peter Howell, Roger Limb, Malcolm Clarke y Richard Attree.

### Sencillos
- Ray Cathode - "Time Beat" / "Waltz in Orbit" (1962) (Ray Cathode era en realidad un seudónimo utilizado por Maddalena Fagandini y el productor de The Beatles George Martin)
- "Tema de Doctor Who" (arreglo original de Delia Derbyshire) (b/w "This Can't Be Love" de Brenda & Johnny) (1964)
- "Tema de Doctor Who" (nuevo arreglo de Delia Derbyshire) / Paddy Kingsland - "Reg" (1973)
- Dick Mills - "Moonbase 3"/"The World of Doctor Who" (1973) (ambas caras compuestas por Dudley Simpson e interpretadas por Dick Mills)
- Paddy Kingsland - música de "The Changes" (1976) RESL33
- Peter Howell - "Tema de Doctor Who" / "The Astronauts" (1980, reedición en 1982 y 1984)